# Coenonympha insubridarwiniana
Coenonympha insubridarwiniana är en fjärilsart som beskrevs av Ruggero Verity 1927. Coenonympha insubridarwiniana ingår i släktet Coenonympha och familjen praktfjärilar. Inga underarter finns listade i Catalogue of Life.